# 北單于 (優留單于之兄)
北單于，其名號、本名皆失載，優留單于的异母兄，其卒年不明。

## 生平
- 東漢章和二年（西元88年），鮮卑攻擊北匈奴並大敗之，還殺死了北匈奴優留單于，北匈奴大亂。在大亂中立其异母兄為單于。
- 東漢永元元年（西元89年），東漢派為征西將軍耿秉、車騎將軍竇憲率騎兵八千，與度遼將軍鄧鴻及南匈奴的軍隊三萬人，從朔方郡出發進擊北匈奴，大敗北匈奴。北單于奔走，北匈奴有20餘萬人投降。
- 永元二年（西元90年）春天，東漢與南匈奴兵分二路北擊，在黑夜中包圍北單于的帳營。北單于大為驚慌，率領精兵千餘人迎戰。北單于身上多處創傷，墜落馬下後又再次騎上馬，率輕騎兵數十人暗夜逃走。其玉璽、母亲閼氏及男女五人為東漢所得，聯軍斬首八千人首級，俘虜數千人後離開。
- 永元三年（西元91年），北單于再次被為東漢耿夔打敗，逃亡不知所在。他的弟弟右谷蠡王於除鞬自立為北匈奴單于。
- 永元五年（西元93年），東漢派遣將兵長史王輔，率千餘騎兵與任尚出擊，消滅了於除鞬。
- 永元十六年（西元104年），北單于遣使者獻貢品，請求意願和親，以呼韓邪單于時的方式來實行。東漢政府以舊禮不備，並未答應此事，並厚加賞賜，不回答其使者。之後再也沒有有關北單于的記錄了。